# Tsutomu Nihei
Tsutomu Nihei (弐瓶 勉, Nihei Tsutomu, Koriyama, 26 de fevereiro de 1971) é um mangaká japonês. Sua arte, influenciada pela cultura cyberpunk, rendeu a ele um status cult. Ele possui uma considerável comunidade de fãs fora do Japão onde os mangás Blame!, Biomega e Knights of Sidonia foram publicados em inglês pela Vertical Inc. e Viz Media. No Brasil foram publicados os mangás Blame! e Abara pela Editora JBC e pela Panini Comics, respectivamente.
Nihei formou-se em arquitetura, influência que pôde ser observada mais tarde em seus mangás pelo uso de enormes e intrincadamente desenhadas estruturas. Esse é um dos temas recorrentes que tornou seus mangás únicos.
Em julho de 2016, Nihei foi um dos convidados especiais da San Diego Comic-Con.

## Obras

### Séries
- Blame! (ブラム!, Buramu!, nome referente ao som de uma arma ao invés da palavra inglesa "blame") (1997 – 2003)
  - Publicado no Brasil pela Editora JBC de 2016 a 2018.[3]
- NOiSE (NOiSE, prólogo de Blame!) (2000 – 2001)
- Biomega (バイオメガ, Baiomega) (2004 – 2009)
- Wolverine - Snikt! (2004)
  - Publicado no Brasil pela Panini Comics em 2007.
- Abara (アバラ) (2005 – 2006)
  - Publicado no Brasil pela Panini Comics em 2009.
- Sidonia no Kishi (シドニアの騎士, "Knights of Sidonia") (2009 – 2015)
  - Publicado no Brasil pela Editora JBC de 2016 a 2018.
- Ningyō no Kuni (人形の国, tradução literal "País das Bonecas", publicado simultaneamente em inglês pela Kodansha Comics em inglês como APOSIMZ). (2017 – 2021)